# Ezequiel Denis
 Ezequiel Alexander Denis (4 de abril de 1996) es un futbolista profesional argentino que juega como centrocampista en el Quiche FC de Guatemala.

## Carrera profesional
Denis pasó por Ferro de Alvear e Independiente de General Pico en su carrera juvenil, antes de unirse a Independiente de Avellaneda en 2011 y dar el paso al fútbol profesional en 2017. Fue ascendido al primer plantel finales de 2017, siendo suplente no utilizado en un partido de la Primera División contra Racing el 25 de noviembre. El 9 de diciembre, Denis salió del banquillo de suplentes en un partido de liga ante Arsenal de Sarandí para hacer su debut profesional y posteriormente anotar el gol de la victoria en el tiempo de descuento en el triunfo 1-2. Fue cedido al Almagro de la Primera B Nacional en julio de 2018.
Permaneció con Almagro durante dos temporadas, anotando goles contra Central Córdoba, Temperley y Quilmes en 32 juegos en total. Regresó a Independiente en junio de 2020, antes de marcharse cedido a General Díaz de la Primera División de Paraguay en octubre siguiente. Sin embargo, a principios de noviembre, rescindió su contrato después de no presentarse al club. El 3 de febrero de 2021, se incorporó a San Martín de la Primera B Nacional.

## Clubes
| Club                                             | País      | Año         |
| ------------------------------------------------ | --------- | ----------- |
| C.A. Independiente                               | Argentina | 2017 - 2021 |
| → C. Almagro                                     | Argentina | 2018 - 2020 |
| → C. General Díaz                                | Paraguay  | 2020        |
| → C.A. San Martín                                | Argentina | 2021        |
| R.C.D. España                                    | Honduras  | 2022        |
| Círculo Deportivo de Comandante Nicanor Otamendi | Argentina | 2022 - 2023 |
| Verdes Football Club                             | Belice    | 2023        |
| Quiche FC                                        | Guatemala | 2024        |

## Palmarés

### Campeonatos internacionales
| Título            | Club               | Sede           | Año  |
| ----------------- | ------------------ | -------------- | ---- |
| Copa Sudamericana | C.A. Independiente | Río de Janeiro | 2017 |